# Uraz akustyczny
Uraz akustyczny (ang. acoustic trauma) – uszkodzenie słuchu spowodowane hałasem. Ze względu na czas oddziaływania fal dźwiękowych uraz akustyczny dzieli się na ostry i przewlekły.

## Ostry uraz akustyczny
Ostry uraz akustyczny spowodowany jest dźwiękiem o bardzo wysokim natężeniu (eksplozja, huk powyżej 130 dB), który powoduje uraz ciśnieniowy. Skutkiem tego są zaburzenia krążenia w naczyniach kapilarnych ucha wewnętrznego, spadek ciśnienia parcjalnego tlenu (pO2) w płynach ucha wewnętrznego, który może doprowadzić do częściowo odwracalnego uszkodzenia narządu Cortiego. Innym powikłaniem może być pęknięcie błony bębenkowej.
Objawami ostrego urazu akustycznego są:
- ból ucha,
- głuchota,
- szum uszny,
- krwawienie z ucha.

Leczenie w pierwszej dobie po urazie polega na podawaniu dekstranu małocząsteczkowego. Ponadto w przypadku uszkodzenia błony bębenkowej wykonuje się tympanoplastykę.

## Przewlekły uraz akustyczny
Przewlekły uraz akustyczny jest trwałym uszkodzeniem słuchu wskutek długotrwałej ekspozycji na umiarkowany hałas (ok.80-85 dB). Nasilenie objawów zależy od natężenia dźwięku, czasu ekspozycji i indywidualnej wrażliwości na hałas. Objawy obejmują:
- uczucie ciśnienia w uchu i głowie,
- szumy uszne,
- zaburzenia koncentracji,
- obniżenie wrażliwości na bodźce o częstotliwości powyżej 4 kHz – typowy objaw odbiorczego uszkodzenia słuchu.

Leczenie zależy od stopnia uszkodzenia słuchu. Przy znacznych zaburzeniach może być konieczne protezowanie narządu słuchu.
Efektywność urządzeń ochrony osobistej w celu redukcji ryzyka uszkodzenia słuchu jest podawana w wątpliwość.